# رامبوک‌ولا
رامبوک‌ولا (به لاتین: Rambukwella) یک منطقهٔ مسکونی در سری‌لانکا است که در استان مرکزی (سری‌لانکا) واقع شده‌است.